# Museum für Film und Fernsehen
Das Museum für Film und Fernsehen (bis 2006: Filmmuseum Berlin) ist ein Filmmuseum in Deutschland. Es wurde im Jahr 2000 als Deutsche Kinemathek – Museum für Film und Fernsehen eröffnet.

## Ausstellungen
Mit dem Umzug der Deutschen Kinemathek in das Filmhaus am Potsdamer Platz wurde am 25. September 2000 das Filmmuseum Berlin eröffnet. Ihre ständige Ausstellung zeigte bis Ende Oktober 2024 Exponate aus der gesamten deutschen Filmgeschichte, einschließlich des Exils in Hollywood in der Zeit des Nationalsozialismus, zum Beispiel: Filmplakate, Fotos, Filmkostüme, Architekturskizzen, Requisiten. Ein besonderer Schwerpunkt war der Schauspielerin Marlene Dietrich gewidmet, die selbst eine umfangreiche Privatsammlung hatte.
Seit dem 1. Juni 2006 war das Museum um ein Fernsehmuseum ergänzt worden. Der Name der Institution wurde in Deutsche Kinemathek – Museum für Film und Fernsehen geändert. In 14 Räumen sind 1000 Exponate und 200 Filmausschnitte zu sehen, in der Mediathek Fernsehen 13.000 Sendungen in voller Länge.

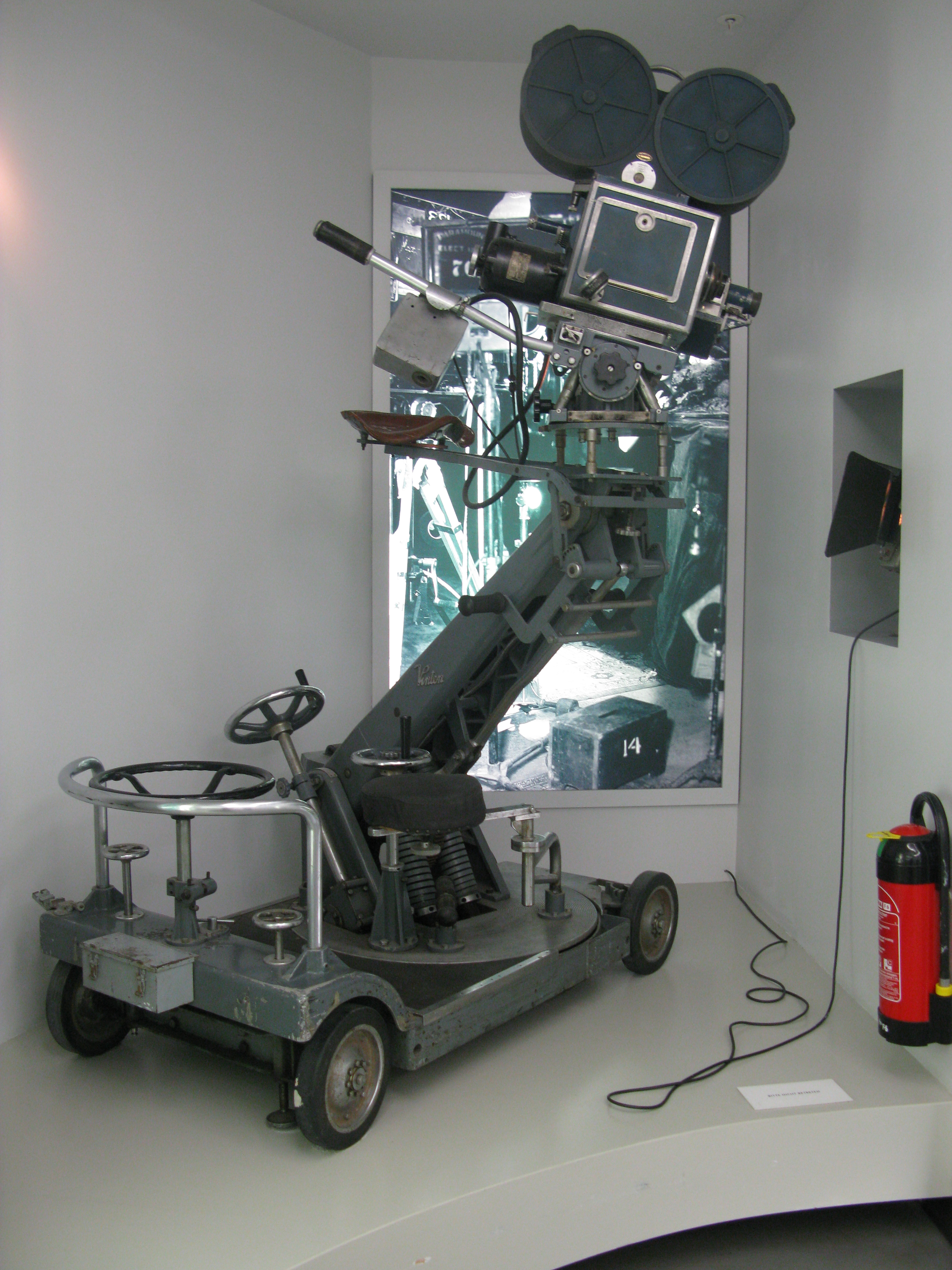
Filmkamera mit Dolly

Neben der Dauerausstellung wurden Sonderausstellungen gezeigt. Während der Berlinale eines jeden Jahres wurden Ausstellungen gezeigt, die die jeweilige Retrospektive des Festivals begleiteten.

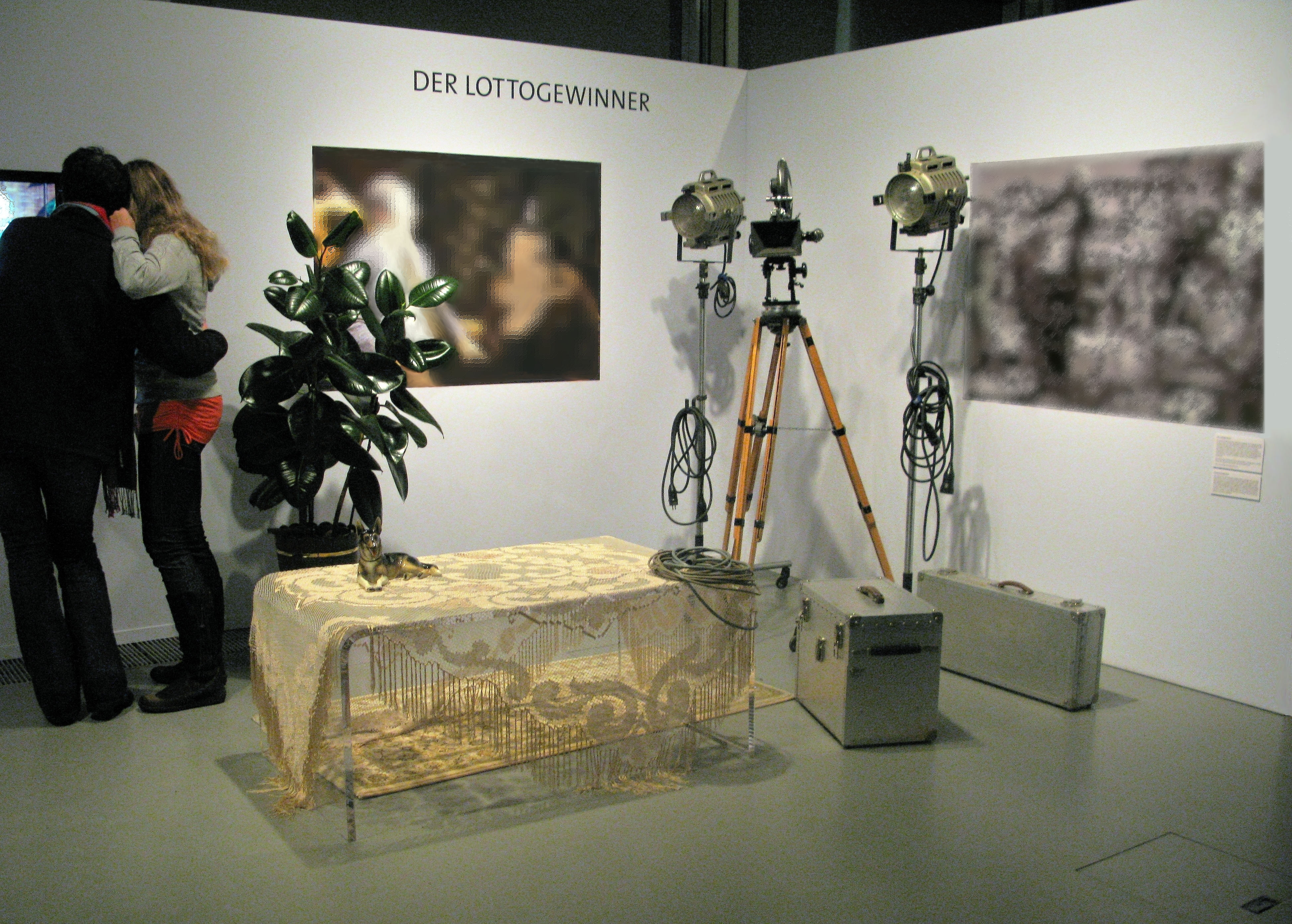
Loriot – Hommage zum 85. Geburtstag (6. November 2008 bis 29. März 2009)

Zum Museum gehörte eine Bibliothek mit umfangreichen Beständen an Filmliteratur und Fachzeitschriften, darunter auch wichtige frühe Zeitschriften wie Der Kinematograph, die Lichtbild-Bühne und der Film-Kurier. Bis zu ihrem Umzug ins Filmmuseum gehörte die Bibliothek zur Deutschen Film- und Fernsehakademie Berlin (dffb). Das Museum ist Mitglied im Deutschen Kinematheksverbund.

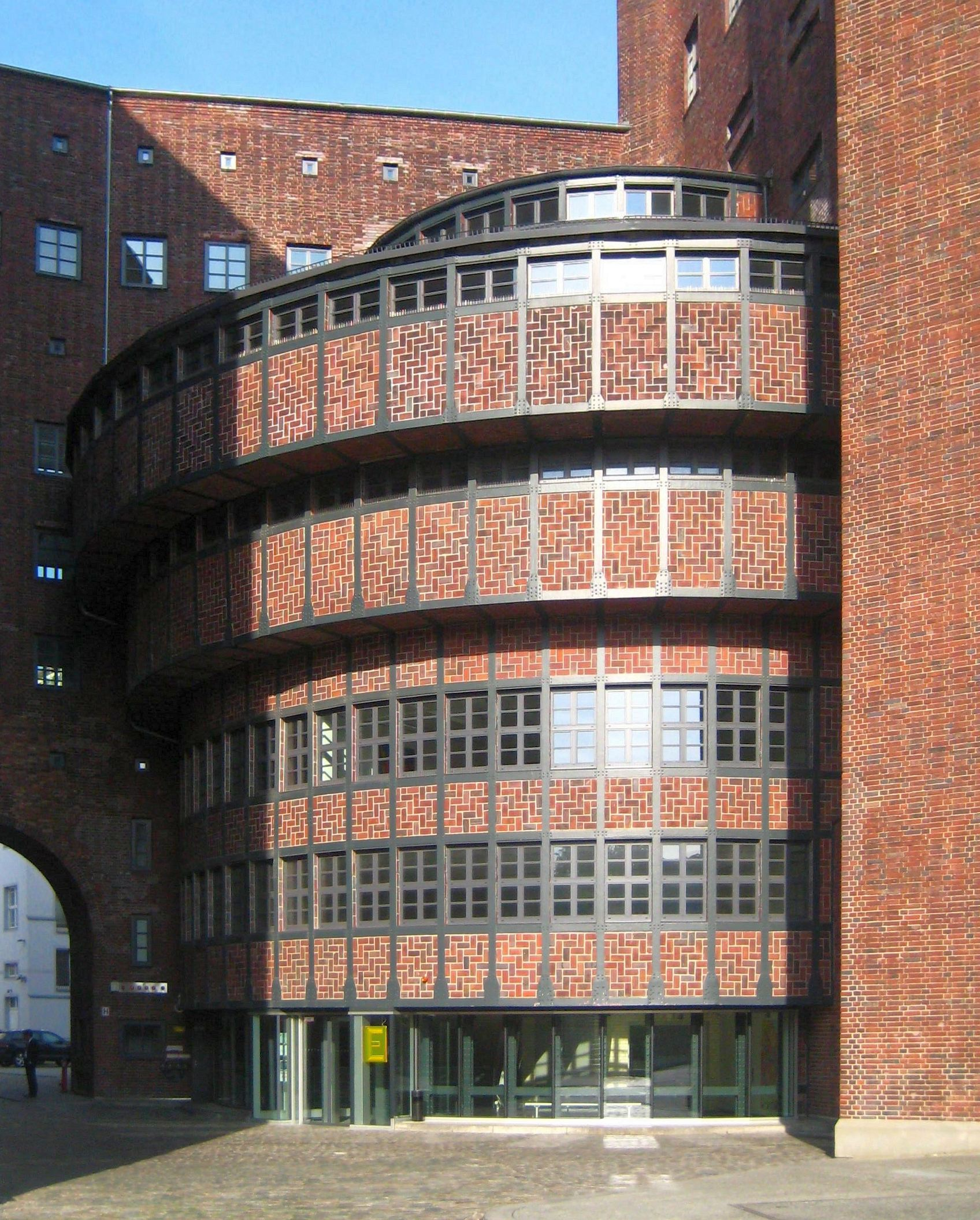
Der neue Standort der Deutschen Kinemathek: Das E-Werk in Berlin-Mitte

Am 31. Oktober 2024 wurde das Museum für die Öffentlichkeit geschlossen. Im zweiten Halbjahr 2025 wird es auf etwa einem Drittel der bisherigen Fläche als Teil der Deutschen Kinemathek im E-Werk in der Mauerstraße 79 wiedereröffnet werden. Langfristig soll das Museum ein eigenes Domizil in einem neu zu errichtenden neuen Filmhaus neben dem Martin-Gropius-Bau erhalten, das bis 2035 entstehen soll.

## Sonderausstellungen

### Bereich Film (Auswahl)
- Andreas Neubauer – Fotografien (27. September 2000 – 7. Januar 2001)
- Fritz Lang (26. Januar 2001 – 8. April 2001)
- Forever Young – Marlene Dietrich zum 100. Geburtstag (18. Oktober 2001 – 17. Februar 2002)
- Michael Ballhaus, Director of Photography (22. November 2001 – 20. Januar 2002)
- Ein guter Freund – Heinz Rühmann zum 100. Geburtstag (7. März 2002 – 28. Juli 2002)
- Jeder für sich und Gott gegen alle – Der Regisseur Werner Herzog (29. August 2002 – 30. November 2002)
- Hildegard Knef – Einblicke in den Nachlass (15. Dezember 2002 – 15. Januar 2003)
- Friedrich Wilhelm Murnau – Ein Melancholiker des Films (22. Januar 2003 – 5. Mai 2003)
- Götterdämmerung – Luchino Viscontis deutsche Trilogie (21. August 2003 – 16. November 2003)
- Wo Filmkarrieren beginnen – 40 Jahre Das kleine Fernsehspiel im ZDF (18. Oktober 2003 – 4. Januar 2004)
- Die Welt des Hardy Krüger – Eine Hommage (10. Dezember 2003 – 1. Februar 2004)
- Die ideale Frau – Ruth Leuwerik und das Kino der fünfziger Jahre (29. April 2004 – 15. August 2004)
- Dem Licht bei der Arbeit zusehen – Helmut Herbst fotografiert Freunde und Kollegen 1964–1990 (3. Dezember 2004 – 16. Januar 2005)
- Flügelschlag – Engel im Film (5. Dezember 2003 – 12. April 2004)
- Bewegte Räume. Production Design + Film (10. Februar 2005 – 19. Juni 2005)
- Henry Koster – Präsentation der Sammlung Henry Koster (1. Mai 2005 – 28. August 2005)
- Marika Rökk (1913–2004) – Präsentation des Nachlasses (7. Juli 2005 – 3. Oktober 2005)
- Hildegard Knef. Eine Künstlerin aus Deutschland – Sonderausstellung zum 80. Geburtstag (24. November 2005 – 1. Mai 2006)
- Tor! – Fußball und Fernsehen (5. Mai 2006 – 31. August 2006)
- Kino im Kopf. Psychologie und Film seit Sigmund Freud (14. September 2006 – 7. Januar 2007)
- Filmkostüme! Das Unternehmen Theaterkunst (29. März – 2. September 2007)
- film.kunst: Ulrike Ottinger (13. September – 2. Dezember 2007)
- film.geschichte: Wenn ich sonntags in mein Kino geh’. Ton – Film – Musik 1929–1933 (20. Dezember 2007 – 25. Mai 2008)
- Loriot. Die Hommage (6. November 2008 – 29. März 2009). Die Ausstellung zum 85. Geburtstag von Vicco von Bülow wurde in mehreren Räumen präsentiert und war die größte Ausstellung über das Werk von Loriot. Kuratoren waren Gerlinde Waz und Paul Kubitz.
- Casting a Shadow. Alfred Hitchcock und seine Werkstatt (29. Januar – 10. Mai 2009)
- Romy Schneider. Wien – Berlin – Paris (5. Dezember 2009 – 30. Mai 2010)
- Zwischen Film und Kunst – Storyboards von Hitchcock bis Spielberg

### Bereich Fernsehen
- Auf heißen Spuren … Meisterdetektive im Museum. Eine Ausstellung für Kinder von 4 bis 14 Jahren (9. März 2007 – 31. Januar 2008)
- Wasser. Eine Ausstellung für Kinder (29. Mai 2008 – Januar 2009)